# Refilwe Molongwana
Refilwe Kgathola Molongwana (27 de mayo de 1994) es una deportista sudafricana que compite en lucha libre. Ganó una medalla de plata en el Campeonato Africano de Lucha de 2015.

## Palmarés internacional
| Campeonato Africano | Campeonato Africano | Campeonato Africano | Campeonato Africano |
| Año                 | Lugar               | Medalla             | Categoría           |
| ------------------- | ------------------- | ------------------- | ------------------- |
| 2015                | Alejandría (Egipto) | Medalla de plata    | 75 kg               |